# Commission d'Assistance aux entreprises en difficulté
La commission d'Assistance aux entreprises en difficulté, abrégé COMED, est un organisme monégasque agissant dans le droit des entreprises en difficulté.

## Histoire
La commission d'Assistance aux entreprises en difficulté (COMED) est instituée par ordonnance souveraine du 20 février 1996. L'article 3 de cette dernière, relatif à la composition, est modifié successivement par les ordonnances souveraines du 11 décembre 2008 et du 8 novembre 2019, qui ne font que substituer respectivement les noms du « département des Affaires Sociales et de la Santé » et de « Conseil économique, social et environnemental » sans ajouter de membres,.

## Objectif
La COMED est « chargée d'examiner les dossiers des entreprises exposées à de graves problèmes ». Elle a pour objet « d'analyser les causes et d'établir un diagnostic » et « de proposer un plan de redressement s'il y a lieu ».

## Fonctionnement
D'après l'ordonnance souveraine qui l'instaure, la COMED se réunit sur convocation de son président. Elle peut également être saisie par un chef d'entreprise qui s'engage à lui communiquer l'ensemble des documents nécessaires à l'examen de son dossier, étant entendu que ces documents demeureront strictement confidentiels. La commission formule des avis écrits sur les dossiers dont elle est saisie et propose, dans la mesure du possible, des mesures concrètes afin de soutenir et d'aider les entreprises en difficulté.

## Composition
Depuis l'ordonance souveraine de 2019, elle est composée par :
- le conseiller de Gouvernement pour les finances et l'économie (qui préside la commission),
- un représentant du Conseil national ;
- un représentant du Conseil économique, social et environnemental ;
- un représentant de la Fédération des entreprises monégasques (sous son ancien nom Fédération patronale monégasque dans le texte) ;
- un représentant de l'Association monégasque des activités financières (sous son ancien nom Association monégasque des banques dans le texte) ;
- un représentant du département des Affaires sociales et de la Santé ;
- un représentant du département des Finances et de l'Économie ;
- le contrôleur général des dépenses.

Un magistrat désigné par le directeur des Services judiciaires assiste aux réunions en qualité d'observateur. La commission peut, en outre, s'adjoindre le concours de toute personne qualifiée et recourir à un audit.